# Joseph Simmons
Joseph Simmons, noto anche con lo pseudonimo di Rev Run (New York, 14 novembre 1964), è un rapper statunitense. È uno dei membri del gruppo hip hop dei Run DMC.

## Biografia
Joseph è il figlio di Daniel e Mary Simmons. È il fratello più piccolo di Daniel e di Russell Simmons, fondatore della Def Jam. Nel gruppo dei Run DMC, era uno dei due MCs, insieme a Darryl McDaniels, alias DMC e al DJ Jam Master Jay, ovvero Jason Mizell.
Simmons iniziò ad usare lo pseudonimo Rev Run dopo essere stato investito dell'ordine sacerdotale in Zoe Ministries. Il suo primo lavoro sotto il nome di Rev Run fu una partecipazione nel singolo Song For Lovers della band pop britannica dei Liberty X nel settembre 2005.
Distortion è il titolo dell'album di debutto di Simmons da solista. Il primo singolo, Mind On The Road, è contenuto nel videogioco della EA Sports Madden NFL 2006. Simmons e la sua famiglia sono anche protagonisti di un reality show su MTV, dal titolo Run's House.